# Dzięciołowe
Dzięciołowe, łaźce (Piciformes) – rząd ptaków z podgromady Neornithes.

## Zasięg występowania
Rząd obejmuje gatunki leśne, zamieszkujące cały świat poza Australią, Nową Zelandią, Antarktydą, Madagaskarem i mniejszymi wyspami.
Najbliżej spokrewnione z wróblowymi i kraskowymi.

## Cechy charakterystyczne
Dzięciołowe to prowadzące osiadły lub koczowniczy tryb życia samotniki, zróżnicowane między sobą pod względem rozmiarów, kształtu ciała i ubarwienia. W zależności od gatunku mają od 8 do 60 cm długości, ważą od 6 do 315 g. Drzymy i złotopióry mają smukłe ciało, prosty dziób o hakowatym końcu, krótkie skrzydła i długi ogon, brodacze, miodowody, tukany i dzięciołowate są natomiast krępymi zwierzętami z silnym, potężnym dziobem. U dzięciołowatych dziób przystosował się do drążenia dziupli i wydobywania z pni drzew owadów. Ptaki te mają także bardzo długi język, który, dzięki umięśnionej nasadzie, może wysuwać się daleko poza koniec dzioba. Ubarwienie dzięciołowych jest najczęściej maskujące. Wewnętrzny palec u części rodzin zwrotny, u pozostałych zwrócony w tył. Zazwyczaj brak dymorfizmu płciowego.

## Rozród
- monogamiczne
- 2 do 10 jaj w lęgu
- oboje rodzice wysiadują i karmią młode

## Odżywianie się
- gatunki od mięsożernych przez wszystkożerne po roślinożerne.

## Systematyka
Do rzędu należą następujące podrzędy:
- Galbuli Fürbringer, 1888 – złotopiórowce
- Pici Linnaeus, 1758 – dzięciołowce